# ゴサインタン 神の座
『ゴサインタン -神の座-』（ゴサインタン かみのざ）は、篠田節子の長編小説。
双葉社の『小説推理』に1995年11月号から1996年2月号まで連載され、翌年の第116回直木三十五賞にノミネートされるも落選。その後第10回山本周五郎賞にノミネートされ真保裕一の『奪取』と共に山本賞初の2作同時受賞となった。
タイトルの“ゴサインタン”とはサンスクリット語で8000メートル峰の山『シシャパンマ』（中国名：希夏邦马峰、本来はチベット語）のこと。話の内容に合わせるが如く其々の地方で違う呼ばれ方をしていて、ゴサインタンとはネパール語で「神の住む所」、シシャパンマとはチベット語で「家畜が絶滅し麦も枯れる所」と、違う2つの意味が付けられている。

## あらすじ
謎めいたネパール人女性とお見合い結婚した地方の大きな農家の跡取り息子が、そのネパール人の妻の不可思議な行動による影響（愛猫や両親の突然の死、未来を予知する能力など）に振り回されていくうちに、彼女に関わった人間の変容そして自身の魂の転落と再生などを体験していく。

## 書籍情報
- 単行本：双葉社、1996年9月発売、ISBN 978-4-57-523266-0
- 文庫：双葉文庫、2000年6月発売、ISBN 978-4-57-550732-4
- 文庫：文春文庫、2002年10月発売、ISBN 978-4-16-760506-3